# Never Enough (Kiss)
Never Enough è un singolo del gruppo musicale statunitense Kiss, pubblicato nel 2010 ed estratto dall'album Sonic Boom.

## Esibizioni dal vivo
La canzone non è stata eseguita durante il Sonic Boom Over Europe Tour e il più recente The Hottest Show On Earth Tour, non è noto se la band abbia intenzione di eseguire il brano nei tour futuri.

## Classifiche
| Classifiche                    | Posizione |
| ------------------------------ | --------- |
| Billboard Heritage Rock Tracks | 30        |

## Formazione
- Gene Simmons – basso e voce
- Paul Stanley – chitarra secondaria e voce
- Tommy Thayer – chitarra solista e voce
- Eric Singer – batteria e voce